# Space Pioneer
Space Pioneer, également connue sous le nom de Tianbing Aerospace, est  une société chinoise fondée en 2015 qui développe une famille de lanceurs réutilisables dont le premier exemplaire (Tianlong-2) a volé le 2 avril 2023.

## Historique
Space Pioneer est fondée en 2015 par Kang Yonglai qui par le passé était directeur des recherches du conglomérat CALT et chef de projet du missile balistique DF-17 et du lanceur Longue Marche 11. La société est créée avec l'objectif de développer des lanceurs réutilisables de la famille des Tianlong. Pour ce faire elle développe en interne ses propres moteurs-fusées Tianhuo-11 (TH-11), Tianhuo-12 et Tianhuo-13. Les tests sur banc d'essais du TH-11 débutent en 2019. En aout 2021 Space Pioneer a commencé à tester le processus de décollage et atterrissage à la verticale d'un étage de fusée, qui sera utilisé par ses lanceurs, à l'aide d'un prototype baptisé Tiansuo. Initialement la famille de lanceurs comprend un lanceur ultra-léger, baptisé Tianlong-1, qu'elle abandonne pour développer des lanceurs plus puissants. De même elle commence par développer des moteurs-fusées brulant de l'ergol hypergolique "vert" avant de se tourner vers des moteurs-fusées à ergols cryogéniques. La société lève en 2021 et 2022 près de 300 millions € auprès d'investisseurs privés. Une nouvelle levée de fonds en février 2023 porte le montant cumulé à 400 millions € (3 milliards yuans).
Le premier vol d'une version provisoire du lanceur Tianlong 2 est effectué avec succès le 2 avril 2023. Cette version du lanceur n'est pas réutilisable et les 7 moteurs-fusées Tianhuo-11 du premier étage sont remplacés par trois YF-102. Space Pionneer développe également des versions plus puissantes : la Tianlong-3 capable de placer 17 tonnes en orbite basse dont le premier étage sera propulsé par des moteurs-fusées TH-12 et la Tianlong 3 Heavy capable de placer 68 tonnes en orbite basse.

## Établissements
La société est basée à Pékin et Xi'an (bureau de recherche et développement) avec un centre d'essais à Zhengzhou et une usine à Suzhou.   

## Produits
Les lanceurs développés par ce constructeur sont : 
- Tianlong-2 capable de placer 2 tonnes en orbite basse et 1,5 tonne en orbite héliosynchrone. Le premier vol (avril 2023) a été effectué par une version non réutilisable dont le premier étage était propulsé par  trois YF-102 développés par CALT et le deuxième étage par un moteur-fusée Tianhuo-11 (TH-11) développé en interne. La version définitive disposera d'un premier étage réutilisable (atterrissage à la verticale) propulsé par 7 TH-11.
- Tianlong-3 est un lanceur avec un premier étage réutilisable capable de placer 17 tonnes en orbite basse soit 60 satellites de la future mégaconstellation Guowang. Le premier étage est propulsé par des moteurs-fusées TH-12. Le constructeur prévoit un premier vol en 2024 et une cadence de lancement atteignant 12 tirs en 2023[2].
- Tainlong 3 Heavy (TL-3H) capable de placer 68 tonnes en orbite basse. La configuration de lanceur serait identique à celle de la Falcon Heavy avec un premier étage formé de trois étages identiques[3].